# Eux (roman)
Eux (titre original en anglais : Them) est l'un des quatre romans sociaux de la Tétralogie du Pays des merveilles (ou Wonderland Quartet) pour lequel Joyce Carol Oates a reçu le National Book Award en 1970.

## Résumé
Le roman relate une chronique familiale en milieu défavorisé à Détroit dans le Michigan des années 1940 à 1960, autour de trois personnages : Loretta et ses deux enfants Jules et Maureen qui tentent le rêve américain par le mariage et l'argent.
Joyce Carol Oates s'est inspiré d'une de ses anciennes élèves pour le personnage de Maureen.

## Éditions en français
Le roman a été publié sous le titre Eux en 1971, dans la traduction de Francis Ledoux aux éditions Stock ; il a fait l'objet de plusieurs rééditions.

## Prix littéraires
Le roman a remporté un National Book Award en 1970.